# AN/SPS-55
AN/SPS-55 — двухкоординатная навигационная РЛС и РЛС обзора поверхности. Разработана в начале 1970-х годов фирмой «Райтеон» по заказу ВМФ США для замены устаревшего радара AN/SPS-10. Первоначально предназначалась для патрульных фрегатов, но затем устанавливалась на крейсерах, эсминцах и вспомогательных судах. Серийно выпускалась компанией «Кардион Электроникс».
Предназначена для обнаружения надводных объектов, береговой линии и помех для мореплавания, а также низколетящих самолётов и вертолётов, подводных лодок по перископу или устройству РДП на дальности от 50 м до 90 км.

## История создания
Необходимость в создании полупроводникового радара обзора поверхности появилась в ВМФ США в конце 1960-х годов. Ламповый радар AN/SPS-10, находившийся на вооружении с 1953 года не обладал высокой надёжностью и, кроме того, работал в том же частотном диапазоне, что и радары наведения ракет AN/SPG-49, AN/SPG-51, and AN/SPG-55. Разработка нового радара велась несколькими компаниями, включая «Райтеон», однако контракт на производство в 1971 году был заключён с фирмой «Кардион». Первым кораблём, на котором был установлен радар, стал эсминец DD-963 «Спрюэнс». Последним — ракетный крейсер CG-73 «Порт Ройял» типа «Тикондерога».
Кроме США, радары установлены на фрегатах типа «Оливер Перри» ВМС Австралии и Испании.

## Состав аппаратуры
Радар состоит из следующих модулей:
- Антенна (AS2953 Antenna)
- Цоколь (AB1211 Pedestal)
- Антенный пост (OE172 Antenna Pedestal Unit)
- Переключатель безопасности антенны (SA1963 Antenna Safety Switch)
- Модуль управления (C9947 Radar Set Control)
- Приёмопередатчик (RT1124 Receiver/Transmitter)
- Панорамный индикатор (Plan Position Indicator, PPI)

Аппаратура, кроме антенного поста, занимает небольшое помещение в подпалубном пространстве корабля.

## Характеристика радара
Антенна представляет собой два излучающих в противоположные стороны щелевых водноводных массива, один из которых излучает линейно поляризованный сигнал, а другой — сигнал с круговой поляризацией. Тип поляризации может быть выбран вручную. Круговая поляризация более эффективна для уменьшения отражений от неровностей поверхности.
Радар работает в диапазоне I (9,05-10,0 ГГц) и может перестраиваться между крайними частотами диапазона в течение 60 с. Передатчик может работать в режиме длинного (1 мкс) и короткого (0.12 мкс) импульса, обеспечивая наименьшую дальность обнаружения 200 и 50 м соответственно.
Источником излучения является магнетрон с пиковой мощностью 130 кВт.
Система временно́го контроля чувствительности (STC, Sensitivity Time Control) увеличивает коэффициент усиления приёмника в зависимости от задержки отражённого сигнала. Это позволяет получать одинаково чёткий сигнал независимо от дальности цели.
Система временно́й фильтрации (FTC, Fast Time Constant circuit) путём отображения только фронта отражённого сигнала позволяет исключать из наблюдения протяжённые объекты (облака) и наблюдать небольшие (самолёты, корабли).
Секторный излучатель (Sector Radiate) позволяет оператору автоматически выключать передатчик при прохождении луча через определённые секторы пространства. Это бывает необходимо, чтобы исключить обнаружение радара противником, азимут которого известен, или уменьшить помехи для других радаров и систем электронного противодействия.
Радиолокационная картина может отображаться в двух режимах — относительно курса корабля и относительно направления на север.

## Конструкция антенны
Антенна состоит из двух противоположно направленных щелевых излучателей с металлическими рупорами, один из которых излучает сигнал с линейной, а другой — с круговой поляризацией. Единомоментно может работать только один излучатель, выбранный дистанционно при помощи волноводного переключателя.
Сигнал подводится к антенне через фидер, после чего попадает в один из двух параллельных волноводов, в стенках которых имеются 80 щелей, расположенных почти вертикально с небольшим меняющимся от щели к щели отклонением от вертикали. Расстояние между щелями составляет около половины длины волны, что обеспечивает перпендикулярное направление луча по отношению к волноводу. Поляризаторы представляют собой ряд вертикальных или наклонных металлических пластинок, расположенных в рупоре на пути распространения сигнала.

## Установки на кораблях
- Ракетные крейсера типа «Тикондерога» (CG-47 Ticonderoga)
- Ракетные крейсера типа «Вирджиния» (CGN-38 Virginia)
- Эскадренные миноносцы типа «Спрюэнс» (DDG-963 Spruance)
- Эскадренные миноносцы типа «Кидд» (DDG-993 Kidd)
- Фрегаты типа «Оливер Перри» (FFG-7 Oliver Perry)
- Тральщики типа «Эвенджер» (MCM-1 Avenger)
- Эскадренные танкеры типа «Чимаррон» (AO-177 Cimarron)

Производство радара прекращено в 1993 году. На новых кораблях радар заменён на AN/SPS-67. Техническое обслуживание установленных радаров будет продолжаться ориентировочно до 2029 года, когда из состава флота будет выведен последний крейсер типа «Тикондерога».